# St. Eduard (Berlin)
Die römisch-katholische Kirche St. Eduard im Berliner Ortsteil Neukölln des gleichnamigen Bezirks wurde 1906–1907 erbaut und steht unter Denkmalschutz. Mit dem Patrozinium des heiligen Eduards des Bekenners wird zugleich an den katholischen Theologen und Politiker Eduard Müller, den „Apostel Berlins“, erinnert.

## Geschichte
Die große Zahl der Katholiken im Pfarrgebiet von St. Clara – um die Wende vom 19. zum 20. Jahrhundert wohnten dort rund 20.000 Gläubige – erforderte den Bau einer weiteren Kirche. Am 6. April 1904 beschloss der Kirchenvorstand von St. Clara, diese am Kranoldplatz zu errichten. Zur Erinnerung an den verstorbenen Eduard Müller,  Missionsvikar und Generalpräses katholischer Vereine, wurde das neue Gotteshaus zugleich eine Eduard-Müller-Gedächtniskirche. Zahlreiche katholische Vereine, wie der St.-Eduard-Meisterverein und der St.-Eduard-Gesellenverein, trugen zu ihrer Ausstattung bei: Ersterer stiftete den aus Sandstein gefertigten Hochaltar und die Kanzel, letzterer die Statue des Christus mit den Kindern.
Die St.-Eduard-Gemeinde formierte sich bereits am 23. September 1905, nachdem zuvor in einem Haus an der Rudower Straße Gottesdienste stattfanden. Am 1. April 1906 wurde sie zur Kuratie und 1924 zur Pfarrei erhoben. 1934 wurde die Schutzengel-Gemeinde Britz aus der Pfarrei St. Eduard ausgegliedert. Im Zweiten Weltkrieg erlitten der Turm und das Dach der Kirche starke Schäden, die bis 1957 beseitigt werden konnten. Die ursprünglichen Fenster wurden in den Kriegsjahren nach Schlesien ausgelagert und sind seitdem verschollen.
Im 21. Jahrhundert verlor die St.-Eduard-Gemeinde aufgrund der finanziellen Situation im Erzbistum Berlin ihren Status als Pfarrei; am 1. Mai 2004 fand die Pfarrfusion mit der Mutterpfarrei St. Clara statt. St. Eduard blieb Gottesdienststelle im Pfarrgebiet von St. Clara.

## Baubeschreibung
Der Giebel des Kirchenschiffs ist aus der Baulinie zurückgesetzt und daher vom Kranoldplatz aus nicht zu sehen, das später gebaute Wohnhaus Kranoldstraße 24 (Ecke Bendastraße) verdeckt ihn. Das Langhaus der Basilika besteht aus einem kurzen Hauptschiff und zwei niedrigen Seitenschiffen. Es wird unmittelbar vor dem Chor von den Querschiffen gekreuzt, die nicht über die Seitenschiffe hinaus fluchten. Die dadurch entstandene Vierung vor dem Chor und die abgetreppt eingezogene Apsis gehören zu dem für Laien vorgesehenen Raum, ein vom Architekten bevorzugtes Baumotiv. Auch die Seitenschiffe enden neben dem Chor in einer Apsis, in der sich jeweils Kapellen befinden.
Beim Innenraum klingt bereits die beginnende Moderne durch Vereinfachung der historischen Elemente an, während beim Außenraum, der in die umgebende Blockrandbebauung eingefügt ist, bei Material und Form der Historismus nachwirkt. Der Gebäudekomplex, ein Mauerwerksbau, ist teilweise mit roten Ziegeln verblendet und sonst verputzt. Das Erdgeschoss ist zum Teil in Bossenvermauerung ausgeführt. Das Kirchenschiff ist außen durch Wandvorlagen gegliedert.
Das Langhaus hat bis zur Vierung drei Joche, ein weiteres dahinter im Bereich des Chors. Das Hauptschiff und die Seitenschiffe sind mit Kreuzgewölben überspannt, ebenso die Vierung und die Seitenschiffe. Der Obergaden hat je Joch drei Bogenfenster, in den Seitenschiffen sind es nur zwei. Die Giebel der Querschiffe zieren Fensterrosen. Mit der versachlichten Formbildung der Pfeiler und ihrer Kapitelle, der Gurtbögen und des Frieses mit Zick-Zack-Muster kündigen sich die Tendenzen der Architektur des Neuen Bauens an.

## Turm
Der Kirchturm mit einem quadratischen Grundriss ist seitlich des rundbogigen Portals in die Fassade eingefügt. Auf der anderen Seite steht das Pfarrhaus in geschlossener Bebauung. Der schlichte, verklinkerte Turmschaft hat in jedem Geschoss nur kleine Bogenfenster, im vierten befindet sich eins innerhalb eines verputzten Feldes, das mit einem Bogenfries abschließt. Im Glockengeschoss sind die Schallöffnungen als Arkaden ausgebildet, über die sich ringsum verputzte Dreiecksgiebel mit zwei weiteren kleinen Öffnungen anschließen. Darüber erhebt sich ein spitzer Helm in Form eines oktogonalen Zeltdachs. Im Turm hängt eine 926 kg schwere Bronzeglocke, die 1907 von der Glockengießerei Otto hergestellt wurde. Ihre Höhe beträgt 100 cm und ihr Durchmesser 120 cm. In der Schulter ist sie mit einem Anthemionfries verziert, darunter ein Perlenband. Ihre Inschrift lautet: „+ GESCHENK DER STADT RIXDORF 1907 +“, auf der gegenüberliegenden Seite: „+ ST. RICHARDUS +“.

## Ausstattung

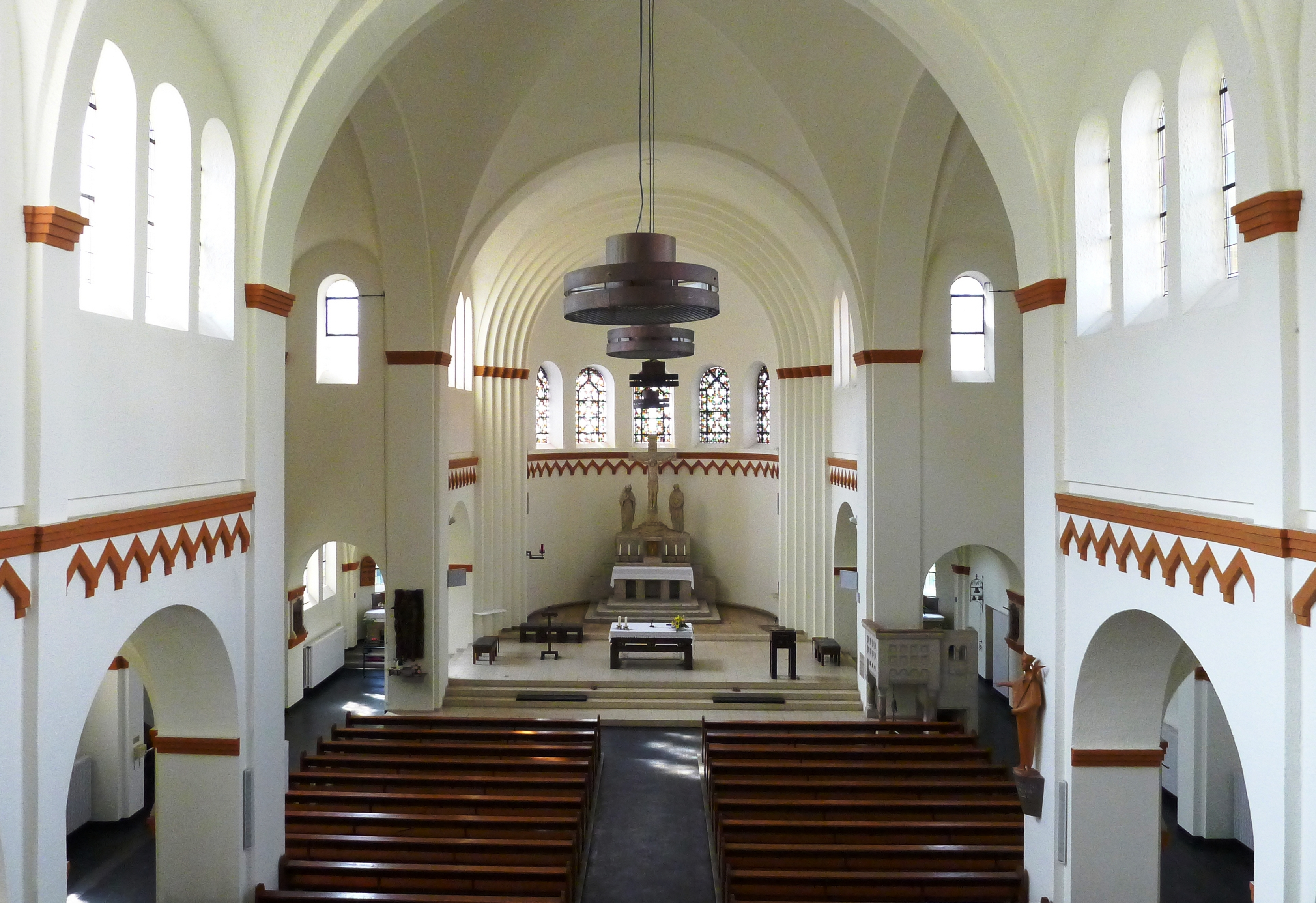
Blick in das Innere

In der Gruft unter einer Seitennische befindet sich seit dem 13. Oktober 1920, dem St.-Eduard-Fest, eine Tumba für Eduard Müller. Seine Gebeine wurden vom St.-Hedwig-Friedhof in die St.-Eduard-Kirche übergeführt, um für ihn dort eine Stätte der Verehrung zu schaffen. 1966 wurden aus dem schadhaft gewordenen Metallsarg die sterblichen Überreste Eduard Müllers in einen neuen Eichensarg umgebettet. Zu seinem 150. Geburtstag wurde die Gruft umgestaltet.
Im Jahr 1961 wurde eine hölzerne Statue des Heiligen Eduard, an einem Pfeiler, ein Jahr später die des Heiligen Bruder Konrad neben der Tür zum Pfarrhof aufgestellt, beide geschaffen von Paul Brandenburg.
Entsprechend der Liturgiereform des Zweiten Vatikanischen Konzils wurde der Altarraum bis zum Kanzelpfeiler vergrößert. Ein von Paul Brandenburg entworfener Volksaltar wurde aufgestellt, ferner ein neuer Ambo und neue Sedilien. Der alte Hochaltar mit der Kreuzigungsgruppe und die Kanzel blieben erhalten. 1971 wurde die Kirche renoviert und sie erhielt neue Beichtstühle und Beichtzimmer in den Seitenschiffen. Neben der Eingangshalle befinden sich zwei Kapellen, die eine ist mit einer Statue dem Heiligen Antonius von Padua, die andere mit einem Marienbildnis in der Art einer Ikone der Maria gewidmet. 1977 wurde eine bronzene Madonnenstatue von Paul Brandenburger am linken vorderen Pfeiler aufgestellt. 1981 gestaltete der Künstler auch das Taufbecken um. 1982 wurde die Ausstattung des Altarraums durch einen Osterleuchter, ein Legile zur Ablage des sonntäglichen Evangeliars und eine neue Halterung für das Ewige Licht ergänzt. Zum Patronatsfest am 13. Oktober 1995 wurde an der Außenwand des Turms links neben dem Portal eine Gedenktafel für Eduard Müller angebracht.

## Orgel

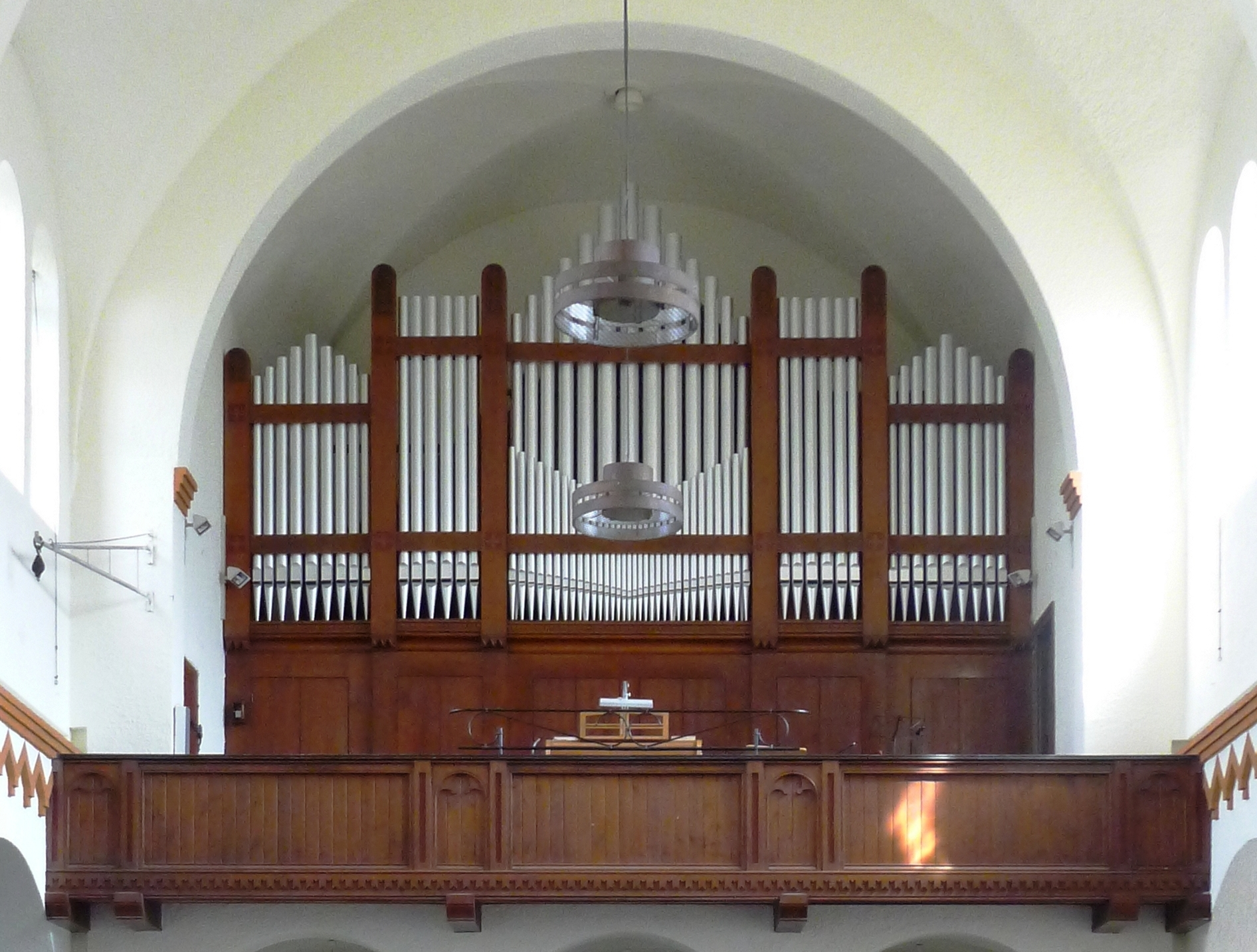
Steinmeyer-Orgel, 1919

Die Orgel der St.-Eduard-Kirche wurde 1919 als Opus 1276 von der Oettinger Orgelbauwerkstatt Steinmeyer erbaut. Sie befindet sich auf der Empore über dem Kircheneingang.
Im Zuge einer Generalüberholung wurde das Instrument im Jahr 1969 vom Berliner Orgelbaumeister Arndt Stephan klanglich umgestaltet und erhielt einen neubarocken Charakter. Neben der Veränderung der Disposition wurde die pneumatische Traktur elektrifiziert. Außerdem erhielt das Instrument einen neuen Spieltisch. Im Jahr 2012 wurde das Instrument durch die Werkstatt W. Sauer Orgelbau instand gesetzt.
Das Taschenladen-Instrument hat heute 29 Register und eine Transmission, verteilt auf zwei Manualwerke und Pedal. Die Spiel- und die Registertraktur sind elektrisch. Nachfolgend die Disposition seit 1969:
| I Hauptwerk C–g3 |            |        |   |
| 01.              | Bordun     | 16′    |   |
| 02.              | Prinzipal  | 08′    |   |
| 03.              | Spitzflöte | 08′    |   |
| 04.              | Gedackt    | 08′    |   |
| 05.              | Oktave     | 04′    |   |
| 06.              | Rohrflöte  | 04′    |   |
| 07.              | Nassat     | 02 ⁄3′ |   |
| 08.              | Waldflöte  | 02′    |   |
| 09.              | Mixtur IV  | 02′    |   |
| 10.              | Zimbel III | 01⁄2′  | n |
| 11.              | Trompete   | 08′    |   |

| II Schwellwerk C–g3 |                  |       |   |
| 12.                 | Hornprinzipal    | 8′    |   |
| 13.                 | Quintatön        | 8′    |   |
| 14.                 | Lieblich Gedackt | 8′    |   |
| 15.                 | Jubelflöte       | 8′    |   |
| 16.                 | Geigenprinzipal  | 4′    |   |
| 17.                 | Traversflöte     | 4′    |   |
| 18.                 | Sesquialter II   |       |   |
| 19.                 | Oktave           | 2′    |   |
| 20.                 | Piccolo          | 2′    |   |
| 21.                 | Quinte (ab co)   | 1 ⁄3′ | n |
| 22.                 | Scharff IV       | 1′    | n |
| 23.                 | Klarinette       | 8′    |   |
|                     | Tremulant        |       |   |

| Pedal C–f1 |                    |     |
| 24.        | Kontrabass         | 16′ |
| 25.        | Subbass            | 16′ |
| 26.        | Zartbass (= Nr. 1) | 16′ |
| 27.        | Oktavbass          | 08′ |
| 28.        | Gedacktbass        | 08′ |
| 29.        | Flötbass           | 04′ |
| 30.        | Posaune            | 16′ |

- Koppeln: Normalkoppeln
- Spielhilfen: 2 freie Kombinationen, Tutti

Anmerkungen:

n = Neues Register von Arndt Stephan (1969)
1. 1 2 3  Holzregister.
2. ↑  Zinkbecher.
3. ↑  Durchschlagendes Register.
4. ↑  Register im Prospekt sichtbar.
5. ↑  Holzbecher.